# بعثات برنامج مكوك الفضاء الملغية
خلال برنامج مكوك الفضاء ألغيت العديد من البعثات، لأسباب متعددة، من بينها كارثتي تحطم تشالنجر وكولومبيا، وفي بداية البرنامج مطلع الثمانينيات بسبب التأخر في تطوير واكمال تشيد المكوكات المشاركة في البرنامج في الموعد المقرر، وألغيت عدة بعثات نتيجة تغيرات في حمولة البعثات.

## بعثات ملغية بسبب عدم اكتمال جاهزية المكوكات
سنة 1972 كان مخططاً أن ترسل ناسا 570 بعثة مكوكية بين عاميّ 1980-1991، وفي وقت لاحق خُفض العدد إلى 487 بين عاميّ 1980-1992، وتالياً أول 23 بعثة كان مخططاً لها.
- إس تي إس-1آي (كولومبيا)
- إس تي إس-2آي (كولومبيا)
- إس تي إس-3 (كولومبيا)
- إس تي إس-4 (كولومبيا)
- إس تي إس-5 (كولومبيا)
- إس تي إس-6 (كولومبيا)
- إس تي إس-7 (كولومبيا)
- إس تي إس-8 (كولومبيا)
- إس تي إس-9 (كولومبيا)
- إس تي إس-10 (كولومبيا)
- إس تي إس-11 (كولومبيا)
- إس تي إس-11 (كولومبيا)
- إس تي إس-12 (كولومبيا)
- إس تي إس-13 (كولومبيا)
- إس تي إس-14 (كولومبيا)
- إس تي إس-15 (كولومبيا)
- إس تي إس-16 (كولومبيا)
- إس تي إس-17 (إنتربرايس)
- إس تي إس-18 (كولومبيا)
- إس تي إس-19 (كولومبيا)
- إس تي إس-20 (إنتربرايس)
- إس تي إس-21 (كولومبيا)
- إس تي إس-22 (إنتربرايس)
- إس تي إس-23 (كولومبيا)

## بعثات البرنامج الملغية منذ بدايته حتىتحطم تشالنجر
- إس تي إس-10 (تشالنجر) 1983
- إس تي إس-12 (ديسكفري) 1984
- إس تي إس-41-إي (تشالنجر) 1984
- إس تي إس-41-اف (ديسكفري) 1984
- إس تي إس-51-إي (تشالنجر) 1985
- إس تي إس-51-دي (ديسكفري) 1985
- إس تي إس-51-اتش (أتلانتيس) 1985

## بعثات ألغيت بعد كارثة تشالنجر

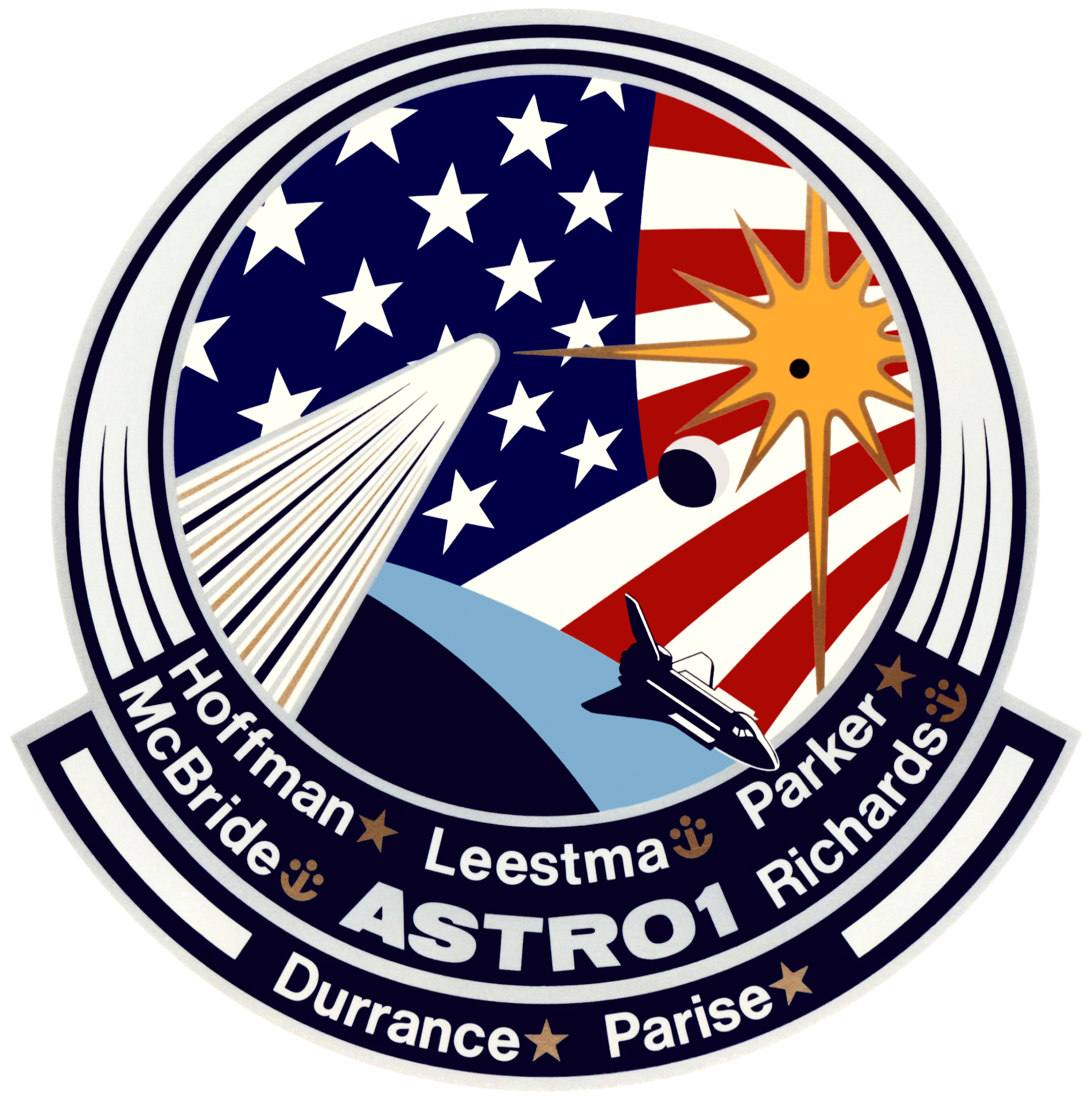
شعار بعثة إس تي إس-61-إي التي تم إلغاؤها بعد كارثة تشالنجر، وكان مقرراً أن ترسل إلى الفضاء في 6 مارس 1986

- إس تي إس-61-إي (كولومبيا) 1986
- إس تي إس-61-اف (تشالنجر) 1986
- إس تي إس-61-جي (أتلانتيس) 1986[5][6]
- إس تي إس-61-اتش (كولومبيا) 1986
- إس تي إس-62-آي (ديسكفري) 1986[7][8]
- إس تي إس-61-ام (تشالنجر) 1986
- إس تي إس-61-جا (أتلانتيس) 1986
- إس تي إس-61-ان (ديسكفري) 1986
- إس تي إس-61-أي (تشالنجر) 1986
- إس تي إس-62-بي (ديسكفري) 1986[7][8]
- إس تي إس-61-كا (كولومبيا) 1986
- إس تي إس-61-ال (أتلانتيس) 1986
- إس تي إس-71-بي (تشالنجر) 1987
- إس تي إس-71-آي (كولومبيا) 1987
- إس تي إس-71-سي (أتلانتيس) 1987
- إس تي إس-71-دي (كولومبيا) 1987
- إس تي إس-71-أي (تشالنجر) 1987
- إس تي إس-71-اف (أتلانتيس) 1987
- إس تي إس-71-جي (تشالنجر) 1987
- إس تي إس-71-جا (تشالنجر) 1987
- إس تي إس-71-ام (كولومبيا) 1987
- إس تي إس-81-آي (تشالنجر) 1988
- إس تي إس-81-دي (تشالنجر) 1988
- إس تي إس_81-جي (تشالنجر) 1988
- إس تي إس-81-ام (أتلانتيس) 1988
- إس تي إس-82-بي (ديسكفري) 1988

## بعثات ألغيت بين عام 1988 حتىكارثة كولومبيا
- إس تي إس-144 (كولومبيا)

## بعثات ألغيت بعد كارثة كولومبيا
- إس تي إس-114 (أتلانتيس) 2003
- إس تي إس-115 (إنديفور) 2003
- إس تي إس-116 (أتلانتيس) 2003
- إس تي إس-117 (إنديفور) 2003
- إس تي إس-118 (كولومبيا) 2003
- إس تي إس-119 (أتلانتيس) 2004
- إس تي إس-120 (إنديفور) 2004
- إس تي إس-121 (ديسكفري) 2004
- إس تي إس-122 (كولومبيا) 2004
- إس تي إس-123 (أتلانتيس) 2004
- إس تي إس-124 (إنديفور) 2004
- إس تي إس-125 (ديسكفري) 2005
- إس تي إس-126 (إنديفور) 2005
- إس تي إس-127 (ديسكفري) 2005
- إس تي إس-128 (كولومبيا) 2005
- إس تي إس-129 (ديسكفري)2005
- إس تي إس-130 (إنديفور) 2006
- إس تي إس-131 (أتلانتيس) 2006
- إس تي إس-132 (ديسكفري) 2006
- إس تي إس-133 (إنديفور) 2006
- إس تي إس-134 (أتلانتيس) 2006
- إس تي إس-135 (إنديفور) 2007
- إس تي إس-136 (ديسكفري) 2007
- إس تي إس-137 (أتلانتيس) 2007
- إس تي إس-138 (ديسكفري) 2007

## بعثات أخرى ملغية

### إس تي إس-1 (كولومبيا)
كان مخططاً أن تكون رحلة تجريبية، لكن ونظراً لمخاطرها العالية تم إلغاؤها.